# Liste der Bodendenkmäler in Megesheim
Auf dieser Seite sind die Bodendenkmäler in der schwäbischen Gemeinde Megesheim zusammengestellt. Diese Tabelle ist eine Teilliste der Liste der Bodendenkmäler in Bayern. Grundlage ist die Bayerische Denkmalliste, die auf Basis des Bayerischen Denkmalschutzgesetzes vom 1. Oktober 1973 erstmals erstellt wurde und seither durch das Bayerische Landesamt für Denkmalpflege geführt wird. Die folgenden Angaben ersetzen nicht die rechtsverbindliche Auskunft der Denkmalschutzbehörde.

## Bodendenkmäler der Gemeinde Megesheim

### Bodendenkmäler in der Gemarkung Megesheim
| Lage                 | Objekt | Akten-Nr.     | Bild |
| -------------------- | --- | ------------- | ---- |
| Megesheim (Standort) | Körpergräber des frühen Mittelalters.                                                                                     | D-7-7029-0125 |      |
| Megesheim (Standort) | Grabhügel vorgeschichtlicher Zeitstellung.                                                                                | D-7-7029-0126 |      |
| Megesheim (Standort) | Siedlung vor- und frühgeschichtlicher Zeitstellung.                                                                       | D-7-7029-0127 |      |
| Megesheim (Standort) | Siedlung vorgeschichtlicher Zeitstellung.                                                                                 | D-7-7029-0128 |      |
| Megesheim (Standort) | Siedlung vor- und frühgeschichtlicher Zeitstellung.                                                                       | D-7-7029-0129 |      |
| Megesheim (Standort) | Siedlung des Neolithikums und der römischen Kaiserzeit; Grabhügel vorgeschichtlicher Zeitstellung.                        | D-7-7029-0130 |      |
| Megesheim (Standort) | Siedlung vorgeschichtlicher Zeitstellung.                                                                                 | D-7-7029-0156 |      |
| Megesheim (Standort) | Siedlung und Brandgräber der Hallstattzeit, Siedlung der Latènezeit, Villa rustica der römischen Kaiserzeit.              | D-7-7029-0158 |      |
| Megesheim (Standort) | Siedlung der Latènezeit.                                                                                                  | D-7-7029-0162 |      |
| Megesheim (Standort) | Siedlung der Eisenzeit.                                                                                                   | D-7-7029-0163 |      |
| Megesheim (Standort) | Siedlung des Neolithikums.                                                                                                | D-7-7029-0165 |      |
| Megesheim (Standort) | Siedlung der Hallstattzeit.                                                                                               | D-7-7029-0166 |      |
| Megesheim (Standort) | Siedlung vor- und frühgeschichtlicher Zeitstellung.                                                                       | D-7-7029-0173 |      |
| Megesheim (Standort) | Siedlung der Latènezeit.                                                                                                  | D-7-7029-0182 |      |
| Megesheim (Standort) | Siedlung vor- und frühgeschichtlicher Zeitstellung.                                                                       | D-7-7029-0192 |      |
| Megesheim (Standort) | Siedlung der Urnenfelderzeit und der Eisenzeit.                                                                           | D-7-7029-0439 |      |
| Megesheim (Standort) | Siedlung vorgeschichtlicher Zeitstellung.                                                                                 | D-7-7029-0477 |      |
| Megesheim (Standort) | Siedlung vorgeschichtlicher Zeitstellung.                                                                                 | D-7-7029-0478 |      |
| Megesheim (Standort) | Siedlung vorgeschichtlicher Zeitstellung.                                                                                 | D-7-7029-0479 |      |
| Megesheim (Standort) | Siedlung vorgeschichtlicher Zeitstellung.                                                                                 | D-7-7029-0480 |      |
| Megesheim (Standort) | Siedlung vorgeschichtlicher Zeitstellung.                                                                                 | D-7-7029-0481 |      |
| Megesheim (Standort) | Siedlung vor- und frühgeschichtlicher Zeitstellung.                                                                       | D-7-7029-0482 |      |
| Megesheim (Standort) | Siedlung vorgeschichtlicher Zeitstellung.                                                                                 | D-7-7029-0483 |      |
| Megesheim (Standort) | Siedlung vorgeschichtlicher Zeitstellung.                                                                                 | D-7-7029-0484 |      |
| Megesheim (Standort) | Siedlung vor- und frühgeschichtlicher Zeitstellung.                                                                       | D-7-7029-0485 |      |
| Megesheim (Standort) | Siedlung vorgeschichtlicher Zeitstellung.                                                                                 | D-7-7029-0486 |      |
| Megesheim (Standort) | Siedlung vorgeschichtlicher Zeitstellung.                                                                                 | D-7-7029-0487 |      |
| Megesheim (Standort) | Siedlung vorgeschichtlicher Zeitstellung.                                                                                 | D-7-7029-0488 |      |
| Megesheim (Standort) | Mittelalterliche und frühneuzeitliche Befunde im Bereich der Katholischen Pfarrkirche St. Lucia und Ottilia in Megesheim. | D-7-7029-0489 |      |
| Megesheim (Standort) | Siedlung vor- und frühgeschichtlicher Zeitstellung.                                                                       | D-7-7030-0007 |      |
| Megesheim (Standort) | Grabhügel vorgeschichtlicher Zeitstellung.                                                                                | D-7-7030-0008 |      |
| Megesheim (Standort) | Grabhügel der Hallstattzeit.                                                                                              | D-7-7030-0009 |      |
| Megesheim (Standort) | Siedlung der Latènezeit und Villa rustica der römischen Kaiserzeit.                                                       | D-7-7030-0010 |      |
| Megesheim (Standort) | Siedlungs der Urnenfelderzeit, der Latènezeit und der römischen Kaiserzeit.                                               | D-7-7030-0011 |      |
| Megesheim (Standort) | Siedlung der Bronzezeit, der Latènezeit und der römischen Kaiserzeit.                                                     | D-7-7030-0014 |      |
| Megesheim (Standort) | Siedlung vorgeschichtlicher Zeitstellung.                                                                                 | D-7-7030-0016 |      |
| Megesheim (Standort) | Siedlung vorgeschichtlicher Zeitstellung und der römischen Kaiserzeit.                                                    | D-7-7030-0019 |      |
| Megesheim (Standort) | Siedlung des Neolithikums.                                                                                                | D-7-7030-0023 |      |
| Megesheim (Standort) | Siedlung des Neolithikums.                                                                                                | D-7-7030-0142 |      |
| Megesheim (Standort) | Siedlung vor- und frühgeschichtlicher Zeitstellung.                                                                       | D-7-7030-0143 |      |
| Megesheim (Standort) | Siedlung vorgeschichtlicher Zeitstellung.                                                                                 | D-7-7030-0144 |      |
| Megesheim (Standort) | Siedlung vorgeschichtlicher Zeitstellung.                                                                                 | D-7-7030-0145 |      |
| Megesheim (Standort) | Siedlung vorgeschichtlicher Zeitstellung.                                                                                 | D-7-7030-0146 |      |
| Megesheim (Standort) | Siedlung vorgeschichtlicher Zeitstellung.                                                                                 | D-7-7030-0147 |      |